# Heinz Reinders
Heinz Reinders (* 11. Juli 1972 in Nordhorn) ist ein deutscher Erziehungswissenschaftler. Er ist Universitätsprofessor an der Julius-Maximilians-Universität Würzburg und Inhaber des Lehrstuhls Empirische Bildungsforschung.

## Leben
Heinz Reinders studierte von 1995 bis 1998 Erziehungswissenschaft, Psychologie und Soziologie an der Freien Universität Berlin. 2001 schloss er seine Dissertation zum Thema »Politische Sozialisation Jugendlicher in der Nachwendezeit« bei Hans Merkens und Richard Münchmeier ab.
Von 2001 bis 2007 war Heinz Reinders Wissenschaftlicher Assistent bei Manfred Hofer am Lehrstuhl Erziehungswissenschaft II/Pädagogische Psychologie, der Universität Mannheim.
2003/2004 folgte ein Forschungsaufenthalt am Life Cycle Institute der Catholic University of America bei James Youniss. 2006 habilitierte er sich für Erziehungswissenschaft. Von 2006 bis 2009 war Heinz Reinders geschäftsführender Herausgeber der Zeitschrift Diskurs Kindheits- und Jugendforschung.
2007 wurde er an den Lehrstuhl Empirische Bildungsforschung an der Julius-Maximilians-Universität Würzburg sowie 2007 und 2012 als Gastprofessor an die Universitè de Fribourg (CH) berufen.
2014 gründete Heinz Reinders das Nachwuchsförderzentrum für Juniorinnen an der Universität Würzburg als erste Forschungsakademie für den Mädchenfußball in Deutschland. Das Nachwuchsförderzentrum verleiht seit 2017 zudem den Preis "Lotte" für besonderes Engagement im Mädchen- und Frauenfußball.

## Sonstiges Engagement
Reinders ist berufenes Mitglied der Deutschen Akademie für Fußball-Kultur. Er ist Finanzvorstand und Jugendtrainer beim FC Würzburger Kickers Mädchen- & Frauenfußball e.V. sowie Vorsitzender des SC Würzburg Heuchelhof e.V.

## Schriften
- Hrsg. mit Dagmar Bergs-Winkels u. a.: Empirische Bildungsforschung. Eine elementare Einführung. Springer, Wiesbaden 2022, ISBN 978-3-658-27277-7.
- Hrsg. mit Hartmut Ditton u. a.: Empirische Bildungsforschung. Gegenstandsbereiche. VS-Verlag, Wiesbaden 2011, ISBN 978-3-531-17847-9.
- Hrsg. mit Hartmut Ditton u. a.: Empirische Bildungsforschung. Strukturen und Methoden. VS-Verlag, Wiesbaden 2011, ISBN 978-3-531-16844-9.
- „Erfolgreiche Bewerbungen in der Wissenschaft.“ Duden-Verlag, Mannheim 2008, ISBN 978-3-411-73481-8.
- Qualitative Interviews mit Jugendlichen führen – Ein Leitfaden Oldenbourg, München 2008, ISBN 978-3-486-57837-9.
- Jugendtypen zwischen Bildung und Freizeit: Theoretische Präzisierung und empirische Prüfung einer differenziellen Theorie der Adoleszenz Waxmann, Münster 2006, ISBN 978-3-8309-1724-3.
- Hrsg. mit Elke Wild: Jugendzeit – Time out? – Zur Ausgestaltung des Jugendalters als Moratorium. Leske + Budrich, Opladen 2003, ISBN 3-8100-3987-X.
- Interethnische Freundschaften bei Jugendlichen 2002. Ergebnisse einer Pilotstudie bei Hauptschülern (Interethnic Friendships of Adolescents) Kovac, Hamburg 2003, ISBN 978-3-8300-1006-7.
- Familienbeziehungen im sozialen Wandel. Ibidem-Verlag, Stuttgart 2001, ISBN 3-89821-107-X.
- Politische Sozialisation Jugendlicher in der Nachwendezeit – Forschungsstand, theoretische Perspektiven und empirische Evidenzen. Leske + Budrich, Opladen 2001, ISBN 3-8100-3275-1.

## Auszeichnungen
- Lehrstuhl Empirische Bildungsforschung ist „Ausgewählter Ort 2012“ im Wettbewerb Land der Ideen.
- Förderpreis für »Ausgezeichnete Arbeiten junger Erziehungswissenschaftler« der Deutschen Gesellschaft für Erziehungswissenschaft.
- Aufnahme in das »Eliteförderprogramm für Postdoktoranden« der Landesstiftung Baden-Württemberg.
- Promotionsstipendium des Landes Berlin.